# Spiel ohne Grenzen 1972
Bei der 8. Ausgabe von Spiel ohne Grenzen spielten wieder die gleichen Nationen wie im Jahr davor mit. Als neue Regel wurde eingeführt, dass beim letzten Spiel kein Joker mehr gespielt werden darf.

## 1. RundeSpa, Belgien
| Platz | Land | Stadt             | Punkte | Bemerkung |
| ----- | ---- | ----------------- | ------ | --- |
| 1     | GB   | Salisbury         | 48     | Die erste Runde wurde am 23. Mai 1972 im belgischen Spa gespielt. Spielort war das städtische Schwimmbad. Das Thema zu dieser Spielrunde war "Fachhandel". Die britische Mannschaft aus Salisbury hatte in den letzten 4 Runden jeweils gewonnen und so den Wettbewerb vor den Schweizern gewinnen können. Die Belgier haben die neue Regel mit dem Joker wohl vergessen gehabt und wollten ihren Joker in der letzten Runde setzen. Es war das einzige Mal, dass ein Joker nicht angenommen wurde. Hirschau hat sich, in der deutschen Ausscheidung am 8. April 1972, auswärts gegen Bad Tölz mit 14:12 durchgesetzt. Bad Tölz hatte nach dem 6. Spiel mit 12:4 geführt und danach kein Spiel mehr gewonnen. Im letzten Spiel waren die Hirschauer das erste Mal an der Spitze und haben sich das Ticket für die internationalen Wettkämpfe in Bern geholt. |
| 2     | CH   | La Chaux-de-Fonds | 44     | Die erste Runde wurde am 23. Mai 1972 im belgischen Spa gespielt. Spielort war das städtische Schwimmbad. Das Thema zu dieser Spielrunde war "Fachhandel". Die britische Mannschaft aus Salisbury hatte in den letzten 4 Runden jeweils gewonnen und so den Wettbewerb vor den Schweizern gewinnen können. Die Belgier haben die neue Regel mit dem Joker wohl vergessen gehabt und wollten ihren Joker in der letzten Runde setzen. Es war das einzige Mal, dass ein Joker nicht angenommen wurde. Hirschau hat sich, in der deutschen Ausscheidung am 8. April 1972, auswärts gegen Bad Tölz mit 14:12 durchgesetzt. Bad Tölz hatte nach dem 6. Spiel mit 12:4 geführt und danach kein Spiel mehr gewonnen. Im letzten Spiel waren die Hirschauer das erste Mal an der Spitze und haben sich das Ticket für die internationalen Wettkämpfe in Bern geholt. |
| 3     | D    | Hirschau          | 38     | Die erste Runde wurde am 23. Mai 1972 im belgischen Spa gespielt. Spielort war das städtische Schwimmbad. Das Thema zu dieser Spielrunde war "Fachhandel". Die britische Mannschaft aus Salisbury hatte in den letzten 4 Runden jeweils gewonnen und so den Wettbewerb vor den Schweizern gewinnen können. Die Belgier haben die neue Regel mit dem Joker wohl vergessen gehabt und wollten ihren Joker in der letzten Runde setzen. Es war das einzige Mal, dass ein Joker nicht angenommen wurde. Hirschau hat sich, in der deutschen Ausscheidung am 8. April 1972, auswärts gegen Bad Tölz mit 14:12 durchgesetzt. Bad Tölz hatte nach dem 6. Spiel mit 12:4 geführt und danach kein Spiel mehr gewonnen. Im letzten Spiel waren die Hirschauer das erste Mal an der Spitze und haben sich das Ticket für die internationalen Wettkämpfe in Bern geholt. |
| 4     | F    | Anglet            | 28     | Die erste Runde wurde am 23. Mai 1972 im belgischen Spa gespielt. Spielort war das städtische Schwimmbad. Das Thema zu dieser Spielrunde war "Fachhandel". Die britische Mannschaft aus Salisbury hatte in den letzten 4 Runden jeweils gewonnen und so den Wettbewerb vor den Schweizern gewinnen können. Die Belgier haben die neue Regel mit dem Joker wohl vergessen gehabt und wollten ihren Joker in der letzten Runde setzen. Es war das einzige Mal, dass ein Joker nicht angenommen wurde. Hirschau hat sich, in der deutschen Ausscheidung am 8. April 1972, auswärts gegen Bad Tölz mit 14:12 durchgesetzt. Bad Tölz hatte nach dem 6. Spiel mit 12:4 geführt und danach kein Spiel mehr gewonnen. Im letzten Spiel waren die Hirschauer das erste Mal an der Spitze und haben sich das Ticket für die internationalen Wettkämpfe in Bern geholt. |
| 5     | NL   | Franeker          | 26     | Die erste Runde wurde am 23. Mai 1972 im belgischen Spa gespielt. Spielort war das städtische Schwimmbad. Das Thema zu dieser Spielrunde war "Fachhandel". Die britische Mannschaft aus Salisbury hatte in den letzten 4 Runden jeweils gewonnen und so den Wettbewerb vor den Schweizern gewinnen können. Die Belgier haben die neue Regel mit dem Joker wohl vergessen gehabt und wollten ihren Joker in der letzten Runde setzen. Es war das einzige Mal, dass ein Joker nicht angenommen wurde. Hirschau hat sich, in der deutschen Ausscheidung am 8. April 1972, auswärts gegen Bad Tölz mit 14:12 durchgesetzt. Bad Tölz hatte nach dem 6. Spiel mit 12:4 geführt und danach kein Spiel mehr gewonnen. Im letzten Spiel waren die Hirschauer das erste Mal an der Spitze und haben sich das Ticket für die internationalen Wettkämpfe in Bern geholt. |
| 6     | B    | Spa               | 25     | Die erste Runde wurde am 23. Mai 1972 im belgischen Spa gespielt. Spielort war das städtische Schwimmbad. Das Thema zu dieser Spielrunde war "Fachhandel". Die britische Mannschaft aus Salisbury hatte in den letzten 4 Runden jeweils gewonnen und so den Wettbewerb vor den Schweizern gewinnen können. Die Belgier haben die neue Regel mit dem Joker wohl vergessen gehabt und wollten ihren Joker in der letzten Runde setzen. Es war das einzige Mal, dass ein Joker nicht angenommen wurde. Hirschau hat sich, in der deutschen Ausscheidung am 8. April 1972, auswärts gegen Bad Tölz mit 14:12 durchgesetzt. Bad Tölz hatte nach dem 6. Spiel mit 12:4 geführt und danach kein Spiel mehr gewonnen. Im letzten Spiel waren die Hirschauer das erste Mal an der Spitze und haben sich das Ticket für die internationalen Wettkämpfe in Bern geholt. |
| 7     | I    | Ostuni            | 19     | Die erste Runde wurde am 23. Mai 1972 im belgischen Spa gespielt. Spielort war das städtische Schwimmbad. Das Thema zu dieser Spielrunde war "Fachhandel". Die britische Mannschaft aus Salisbury hatte in den letzten 4 Runden jeweils gewonnen und so den Wettbewerb vor den Schweizern gewinnen können. Die Belgier haben die neue Regel mit dem Joker wohl vergessen gehabt und wollten ihren Joker in der letzten Runde setzen. Es war das einzige Mal, dass ein Joker nicht angenommen wurde. Hirschau hat sich, in der deutschen Ausscheidung am 8. April 1972, auswärts gegen Bad Tölz mit 14:12 durchgesetzt. Bad Tölz hatte nach dem 6. Spiel mit 12:4 geführt und danach kein Spiel mehr gewonnen. Im letzten Spiel waren die Hirschauer das erste Mal an der Spitze und haben sich das Ticket für die internationalen Wettkämpfe in Bern geholt. |

## 2. RundeBern, Schweiz
| Platz | Land | Stadt        | Punkte | Bemerkung |
| ----- | ---- | ------------ | ------ | --- |
| 1     | D    | Waldkraiburg | 43     | Die zweite Runde wurde am 7. Juni 1972 in Bern ausgetragen. Gespielt wurde im Eisstadion Allmend zum Thema "Das Hotel". Moderiert wurde die Spielrunde von Jan Hiermeyer. Die deutsche Mannschaft aus Waldkraiburg konnte im letzten Spiel die führenden Italiener noch überholen und mit einem Punkt Vorsprung gewinnen. Waldkraiburg hat die deutsche Qualifikation für die internationale Spielrunde am 15. April 1972 gegen Rothenburg ob der Tauber erreicht. Sie gewannen auswärts mit 14:12. Schon vor dem letzten Spiel hatten die Waldkraiburger den Sieg auf sicher. |
| 2     | I    | Terracina    | 42     | Die zweite Runde wurde am 7. Juni 1972 in Bern ausgetragen. Gespielt wurde im Eisstadion Allmend zum Thema "Das Hotel". Moderiert wurde die Spielrunde von Jan Hiermeyer. Die deutsche Mannschaft aus Waldkraiburg konnte im letzten Spiel die führenden Italiener noch überholen und mit einem Punkt Vorsprung gewinnen. Waldkraiburg hat die deutsche Qualifikation für die internationale Spielrunde am 15. April 1972 gegen Rothenburg ob der Tauber erreicht. Sie gewannen auswärts mit 14:12. Schon vor dem letzten Spiel hatten die Waldkraiburger den Sieg auf sicher. |
| 3     | CH   | Jegenstorf   | 39     | Die zweite Runde wurde am 7. Juni 1972 in Bern ausgetragen. Gespielt wurde im Eisstadion Allmend zum Thema "Das Hotel". Moderiert wurde die Spielrunde von Jan Hiermeyer. Die deutsche Mannschaft aus Waldkraiburg konnte im letzten Spiel die führenden Italiener noch überholen und mit einem Punkt Vorsprung gewinnen. Waldkraiburg hat die deutsche Qualifikation für die internationale Spielrunde am 15. April 1972 gegen Rothenburg ob der Tauber erreicht. Sie gewannen auswärts mit 14:12. Schon vor dem letzten Spiel hatten die Waldkraiburger den Sieg auf sicher. |
| 4     | NL   | IJsselstein  | 36     | Die zweite Runde wurde am 7. Juni 1972 in Bern ausgetragen. Gespielt wurde im Eisstadion Allmend zum Thema "Das Hotel". Moderiert wurde die Spielrunde von Jan Hiermeyer. Die deutsche Mannschaft aus Waldkraiburg konnte im letzten Spiel die führenden Italiener noch überholen und mit einem Punkt Vorsprung gewinnen. Waldkraiburg hat die deutsche Qualifikation für die internationale Spielrunde am 15. April 1972 gegen Rothenburg ob der Tauber erreicht. Sie gewannen auswärts mit 14:12. Schon vor dem letzten Spiel hatten die Waldkraiburger den Sieg auf sicher. |
| 5     | B    | Gembloux     | 30     | Die zweite Runde wurde am 7. Juni 1972 in Bern ausgetragen. Gespielt wurde im Eisstadion Allmend zum Thema "Das Hotel". Moderiert wurde die Spielrunde von Jan Hiermeyer. Die deutsche Mannschaft aus Waldkraiburg konnte im letzten Spiel die führenden Italiener noch überholen und mit einem Punkt Vorsprung gewinnen. Waldkraiburg hat die deutsche Qualifikation für die internationale Spielrunde am 15. April 1972 gegen Rothenburg ob der Tauber erreicht. Sie gewannen auswärts mit 14:12. Schon vor dem letzten Spiel hatten die Waldkraiburger den Sieg auf sicher. |
| 6     | F    | Thiers       | 23     | Die zweite Runde wurde am 7. Juni 1972 in Bern ausgetragen. Gespielt wurde im Eisstadion Allmend zum Thema "Das Hotel". Moderiert wurde die Spielrunde von Jan Hiermeyer. Die deutsche Mannschaft aus Waldkraiburg konnte im letzten Spiel die führenden Italiener noch überholen und mit einem Punkt Vorsprung gewinnen. Waldkraiburg hat die deutsche Qualifikation für die internationale Spielrunde am 15. April 1972 gegen Rothenburg ob der Tauber erreicht. Sie gewannen auswärts mit 14:12. Schon vor dem letzten Spiel hatten die Waldkraiburger den Sieg auf sicher. |
| 7     | GB   | Banbury      | 22     | Die zweite Runde wurde am 7. Juni 1972 in Bern ausgetragen. Gespielt wurde im Eisstadion Allmend zum Thema "Das Hotel". Moderiert wurde die Spielrunde von Jan Hiermeyer. Die deutsche Mannschaft aus Waldkraiburg konnte im letzten Spiel die führenden Italiener noch überholen und mit einem Punkt Vorsprung gewinnen. Waldkraiburg hat die deutsche Qualifikation für die internationale Spielrunde am 15. April 1972 gegen Rothenburg ob der Tauber erreicht. Sie gewannen auswärts mit 14:12. Schon vor dem letzten Spiel hatten die Waldkraiburger den Sieg auf sicher. |

## 3. RundeWesterland, Deutschland
| Platz | Land | Stadt       | Punkte | Bemerkung |
| ----- | ---- | ----------- | ------ | --- |
| 1     | D    | Westerland  | 47     | Am 20. Juni 1972 fand in Westerland auf Sylt die nächste Runde statt. Als Thema wählte man die Olympischen Spiele. Moderiert wurde die Sendung von Camillo Felgen und Frank Elstner bei trockenem warmen Wetter. Kopf an Kopf gingen die Deutschen und Schweizer in die letzte Runde. Mit einem ersten Platz konnte Westerland den Sieg erringen und sich gleichzeitig für den Final qualifizieren. Das deutsche Team aus Westerland konnte sich am 22. April 1972 auswärts gegen Bad Neuenahr-Ahrweiler mit 16:10 durchsetzen und sich so das Ticket für das internationale Heimspiel sichern. |
| 2     | CH   | Massagno    | 42     | Am 20. Juni 1972 fand in Westerland auf Sylt die nächste Runde statt. Als Thema wählte man die Olympischen Spiele. Moderiert wurde die Sendung von Camillo Felgen und Frank Elstner bei trockenem warmen Wetter. Kopf an Kopf gingen die Deutschen und Schweizer in die letzte Runde. Mit einem ersten Platz konnte Westerland den Sieg erringen und sich gleichzeitig für den Final qualifizieren. Das deutsche Team aus Westerland konnte sich am 22. April 1972 auswärts gegen Bad Neuenahr-Ahrweiler mit 16:10 durchsetzen und sich so das Ticket für das internationale Heimspiel sichern. |
| 3     | NL   | Ridderkerk  | 40     | Am 20. Juni 1972 fand in Westerland auf Sylt die nächste Runde statt. Als Thema wählte man die Olympischen Spiele. Moderiert wurde die Sendung von Camillo Felgen und Frank Elstner bei trockenem warmen Wetter. Kopf an Kopf gingen die Deutschen und Schweizer in die letzte Runde. Mit einem ersten Platz konnte Westerland den Sieg erringen und sich gleichzeitig für den Final qualifizieren. Das deutsche Team aus Westerland konnte sich am 22. April 1972 auswärts gegen Bad Neuenahr-Ahrweiler mit 16:10 durchsetzen und sich so das Ticket für das internationale Heimspiel sichern. |
| 4     | GB   | Folkestone  | 37     | Am 20. Juni 1972 fand in Westerland auf Sylt die nächste Runde statt. Als Thema wählte man die Olympischen Spiele. Moderiert wurde die Sendung von Camillo Felgen und Frank Elstner bei trockenem warmen Wetter. Kopf an Kopf gingen die Deutschen und Schweizer in die letzte Runde. Mit einem ersten Platz konnte Westerland den Sieg erringen und sich gleichzeitig für den Final qualifizieren. Das deutsche Team aus Westerland konnte sich am 22. April 1972 auswärts gegen Bad Neuenahr-Ahrweiler mit 16:10 durchsetzen und sich so das Ticket für das internationale Heimspiel sichern. |
| 5     | I    | Carpi       | 30     | Am 20. Juni 1972 fand in Westerland auf Sylt die nächste Runde statt. Als Thema wählte man die Olympischen Spiele. Moderiert wurde die Sendung von Camillo Felgen und Frank Elstner bei trockenem warmen Wetter. Kopf an Kopf gingen die Deutschen und Schweizer in die letzte Runde. Mit einem ersten Platz konnte Westerland den Sieg erringen und sich gleichzeitig für den Final qualifizieren. Das deutsche Team aus Westerland konnte sich am 22. April 1972 auswärts gegen Bad Neuenahr-Ahrweiler mit 16:10 durchsetzen und sich so das Ticket für das internationale Heimspiel sichern. |
| 6     | B    | Middelkerke | 22     | Am 20. Juni 1972 fand in Westerland auf Sylt die nächste Runde statt. Als Thema wählte man die Olympischen Spiele. Moderiert wurde die Sendung von Camillo Felgen und Frank Elstner bei trockenem warmen Wetter. Kopf an Kopf gingen die Deutschen und Schweizer in die letzte Runde. Mit einem ersten Platz konnte Westerland den Sieg erringen und sich gleichzeitig für den Final qualifizieren. Das deutsche Team aus Westerland konnte sich am 22. April 1972 auswärts gegen Bad Neuenahr-Ahrweiler mit 16:10 durchsetzen und sich so das Ticket für das internationale Heimspiel sichern. |
| 7     | F    | Angoulême   | 17     | Am 20. Juni 1972 fand in Westerland auf Sylt die nächste Runde statt. Als Thema wählte man die Olympischen Spiele. Moderiert wurde die Sendung von Camillo Felgen und Frank Elstner bei trockenem warmen Wetter. Kopf an Kopf gingen die Deutschen und Schweizer in die letzte Runde. Mit einem ersten Platz konnte Westerland den Sieg erringen und sich gleichzeitig für den Final qualifizieren. Das deutsche Team aus Westerland konnte sich am 22. April 1972 auswärts gegen Bad Neuenahr-Ahrweiler mit 16:10 durchsetzen und sich so das Ticket für das internationale Heimspiel sichern. |

## 4. RundeCodroipo, Italien
| Platz | Land | Stadt          | Punkte | Bemerkung |
| ----- | ---- | -------------- | ------ | --- |
| 1     | NL   | Venray         | 44     | Am 5. Juli 1972 fand in Codroipo die 4. Runde von Spiel ohne Grenzen statt. Das Thema war Kinderspielzeug und Spiele. Nach der 6. Runde führten die Franzosen mit einem Punkt vor Oberursel und den Italienern. 7 Punkte vor den Holländern. In den letzten drei Runden holte Moëlan-sur-Mer nur letzte Plätze und 3 Punkte, die Niederländer aber satte 24 Punkte, was zum Sieg reichte. Oberursel konnte am 29. April 1972 den deutschen Qualifikations-Wettbewerb auswärts gegen Bad Marienberg ganz klar mit 22:2 für sich entscheiden. Das war der dritthöchste nationale Gewinnvorsprung, den je eine Mannschaft erreichte. Dies war die 100. Sendung Spiel ohne Grenzen (international und national), die der WDR ausgestrahlt hat. |
| 2     | I    | Codroipo       | 38     | Am 5. Juli 1972 fand in Codroipo die 4. Runde von Spiel ohne Grenzen statt. Das Thema war Kinderspielzeug und Spiele. Nach der 6. Runde führten die Franzosen mit einem Punkt vor Oberursel und den Italienern. 7 Punkte vor den Holländern. In den letzten drei Runden holte Moëlan-sur-Mer nur letzte Plätze und 3 Punkte, die Niederländer aber satte 24 Punkte, was zum Sieg reichte. Oberursel konnte am 29. April 1972 den deutschen Qualifikations-Wettbewerb auswärts gegen Bad Marienberg ganz klar mit 22:2 für sich entscheiden. Das war der dritthöchste nationale Gewinnvorsprung, den je eine Mannschaft erreichte. Dies war die 100. Sendung Spiel ohne Grenzen (international und national), die der WDR ausgestrahlt hat. |
| 3     | D    | Oberursel      | 36     | Am 5. Juli 1972 fand in Codroipo die 4. Runde von Spiel ohne Grenzen statt. Das Thema war Kinderspielzeug und Spiele. Nach der 6. Runde führten die Franzosen mit einem Punkt vor Oberursel und den Italienern. 7 Punkte vor den Holländern. In den letzten drei Runden holte Moëlan-sur-Mer nur letzte Plätze und 3 Punkte, die Niederländer aber satte 24 Punkte, was zum Sieg reichte. Oberursel konnte am 29. April 1972 den deutschen Qualifikations-Wettbewerb auswärts gegen Bad Marienberg ganz klar mit 22:2 für sich entscheiden. Das war der dritthöchste nationale Gewinnvorsprung, den je eine Mannschaft erreichte. Dies war die 100. Sendung Spiel ohne Grenzen (international und national), die der WDR ausgestrahlt hat. |
| 4     | B    | Zottegem       | 31     | Am 5. Juli 1972 fand in Codroipo die 4. Runde von Spiel ohne Grenzen statt. Das Thema war Kinderspielzeug und Spiele. Nach der 6. Runde führten die Franzosen mit einem Punkt vor Oberursel und den Italienern. 7 Punkte vor den Holländern. In den letzten drei Runden holte Moëlan-sur-Mer nur letzte Plätze und 3 Punkte, die Niederländer aber satte 24 Punkte, was zum Sieg reichte. Oberursel konnte am 29. April 1972 den deutschen Qualifikations-Wettbewerb auswärts gegen Bad Marienberg ganz klar mit 22:2 für sich entscheiden. Das war der dritthöchste nationale Gewinnvorsprung, den je eine Mannschaft erreichte. Dies war die 100. Sendung Spiel ohne Grenzen (international und national), die der WDR ausgestrahlt hat. |
| 5     | F    | Moëlan-sur-Mer | 30     | Am 5. Juli 1972 fand in Codroipo die 4. Runde von Spiel ohne Grenzen statt. Das Thema war Kinderspielzeug und Spiele. Nach der 6. Runde führten die Franzosen mit einem Punkt vor Oberursel und den Italienern. 7 Punkte vor den Holländern. In den letzten drei Runden holte Moëlan-sur-Mer nur letzte Plätze und 3 Punkte, die Niederländer aber satte 24 Punkte, was zum Sieg reichte. Oberursel konnte am 29. April 1972 den deutschen Qualifikations-Wettbewerb auswärts gegen Bad Marienberg ganz klar mit 22:2 für sich entscheiden. Das war der dritthöchste nationale Gewinnvorsprung, den je eine Mannschaft erreichte. Dies war die 100. Sendung Spiel ohne Grenzen (international und national), die der WDR ausgestrahlt hat. |
| 6     | GB   | Dalkeith       | 28     | Am 5. Juli 1972 fand in Codroipo die 4. Runde von Spiel ohne Grenzen statt. Das Thema war Kinderspielzeug und Spiele. Nach der 6. Runde führten die Franzosen mit einem Punkt vor Oberursel und den Italienern. 7 Punkte vor den Holländern. In den letzten drei Runden holte Moëlan-sur-Mer nur letzte Plätze und 3 Punkte, die Niederländer aber satte 24 Punkte, was zum Sieg reichte. Oberursel konnte am 29. April 1972 den deutschen Qualifikations-Wettbewerb auswärts gegen Bad Marienberg ganz klar mit 22:2 für sich entscheiden. Das war der dritthöchste nationale Gewinnvorsprung, den je eine Mannschaft erreichte. Dies war die 100. Sendung Spiel ohne Grenzen (international und national), die der WDR ausgestrahlt hat. |
| 7     | CH   | Sarnen         | 23     | Am 5. Juli 1972 fand in Codroipo die 4. Runde von Spiel ohne Grenzen statt. Das Thema war Kinderspielzeug und Spiele. Nach der 6. Runde führten die Franzosen mit einem Punkt vor Oberursel und den Italienern. 7 Punkte vor den Holländern. In den letzten drei Runden holte Moëlan-sur-Mer nur letzte Plätze und 3 Punkte, die Niederländer aber satte 24 Punkte, was zum Sieg reichte. Oberursel konnte am 29. April 1972 den deutschen Qualifikations-Wettbewerb auswärts gegen Bad Marienberg ganz klar mit 22:2 für sich entscheiden. Das war der dritthöchste nationale Gewinnvorsprung, den je eine Mannschaft erreichte. Dies war die 100. Sendung Spiel ohne Grenzen (international und national), die der WDR ausgestrahlt hat. |

## 5. RundeNizza, Frankreich
| Platz | Land | Stadt             | Punkte | Bemerkung |
| ----- | ---- | ----------------- | ------ | --- |
| 1     | I    | Città di Castello | 40     | Am 19. Juli 1972 war Nizza der Gastgeber. Gespielt wurde im Hafen zum Thema Internationaler Karneval. Città di Castello aus Italien führte nach der 7. Runde noch mit 9 Punkten vor der Deutschen und Schweizer Mannschaft, konnte aber vom Zwischenspiel (Fil Rouge) und letzten Spiel nur 3 Punkte holen. Immerhin konnten sie den 1. Platz behalten, mussten ihn aber mit Rodenkirchen teilen. Thônex aus der Schweiz war 1 Punkt dahinter. Der deutsche Vertreter Rodenkirchen hatte sich am 6. Mai 1972 gegen Wiehl mit 13:12 durchgesetzt. Dieses Spiel war äußerst eng. Erst im Tie-Break (Seilziehen) konnte Rodenkirchen den Sieg feiern. Rodenkirchen war eines von drei Teams, die bei der deutschen Ausscheidung trotz verlorenem Joker noch gewonnen hat. Die anderen waren Straubing (1967) und Lauingen (1969). |
|       | D    | Rodenkirchen      | 40     | Am 19. Juli 1972 war Nizza der Gastgeber. Gespielt wurde im Hafen zum Thema Internationaler Karneval. Città di Castello aus Italien führte nach der 7. Runde noch mit 9 Punkten vor der Deutschen und Schweizer Mannschaft, konnte aber vom Zwischenspiel (Fil Rouge) und letzten Spiel nur 3 Punkte holen. Immerhin konnten sie den 1. Platz behalten, mussten ihn aber mit Rodenkirchen teilen. Thônex aus der Schweiz war 1 Punkt dahinter. Der deutsche Vertreter Rodenkirchen hatte sich am 6. Mai 1972 gegen Wiehl mit 13:12 durchgesetzt. Dieses Spiel war äußerst eng. Erst im Tie-Break (Seilziehen) konnte Rodenkirchen den Sieg feiern. Rodenkirchen war eines von drei Teams, die bei der deutschen Ausscheidung trotz verlorenem Joker noch gewonnen hat. Die anderen waren Straubing (1967) und Lauingen (1969). |
| 3     | CH   | Thônex            | 39     | Am 19. Juli 1972 war Nizza der Gastgeber. Gespielt wurde im Hafen zum Thema Internationaler Karneval. Città di Castello aus Italien führte nach der 7. Runde noch mit 9 Punkten vor der Deutschen und Schweizer Mannschaft, konnte aber vom Zwischenspiel (Fil Rouge) und letzten Spiel nur 3 Punkte holen. Immerhin konnten sie den 1. Platz behalten, mussten ihn aber mit Rodenkirchen teilen. Thônex aus der Schweiz war 1 Punkt dahinter. Der deutsche Vertreter Rodenkirchen hatte sich am 6. Mai 1972 gegen Wiehl mit 13:12 durchgesetzt. Dieses Spiel war äußerst eng. Erst im Tie-Break (Seilziehen) konnte Rodenkirchen den Sieg feiern. Rodenkirchen war eines von drei Teams, die bei der deutschen Ausscheidung trotz verlorenem Joker noch gewonnen hat. Die anderen waren Straubing (1967) und Lauingen (1969). |
| 4     | GB   | Lincoln           | 37     | Am 19. Juli 1972 war Nizza der Gastgeber. Gespielt wurde im Hafen zum Thema Internationaler Karneval. Città di Castello aus Italien führte nach der 7. Runde noch mit 9 Punkten vor der Deutschen und Schweizer Mannschaft, konnte aber vom Zwischenspiel (Fil Rouge) und letzten Spiel nur 3 Punkte holen. Immerhin konnten sie den 1. Platz behalten, mussten ihn aber mit Rodenkirchen teilen. Thônex aus der Schweiz war 1 Punkt dahinter. Der deutsche Vertreter Rodenkirchen hatte sich am 6. Mai 1972 gegen Wiehl mit 13:12 durchgesetzt. Dieses Spiel war äußerst eng. Erst im Tie-Break (Seilziehen) konnte Rodenkirchen den Sieg feiern. Rodenkirchen war eines von drei Teams, die bei der deutschen Ausscheidung trotz verlorenem Joker noch gewonnen hat. Die anderen waren Straubing (1967) und Lauingen (1969). |
| 5     | NL   | Zelhem            | 27     | Am 19. Juli 1972 war Nizza der Gastgeber. Gespielt wurde im Hafen zum Thema Internationaler Karneval. Città di Castello aus Italien führte nach der 7. Runde noch mit 9 Punkten vor der Deutschen und Schweizer Mannschaft, konnte aber vom Zwischenspiel (Fil Rouge) und letzten Spiel nur 3 Punkte holen. Immerhin konnten sie den 1. Platz behalten, mussten ihn aber mit Rodenkirchen teilen. Thônex aus der Schweiz war 1 Punkt dahinter. Der deutsche Vertreter Rodenkirchen hatte sich am 6. Mai 1972 gegen Wiehl mit 13:12 durchgesetzt. Dieses Spiel war äußerst eng. Erst im Tie-Break (Seilziehen) konnte Rodenkirchen den Sieg feiern. Rodenkirchen war eines von drei Teams, die bei der deutschen Ausscheidung trotz verlorenem Joker noch gewonnen hat. Die anderen waren Straubing (1967) und Lauingen (1969). |
| 6     | B    | Boullion          | 23     | Am 19. Juli 1972 war Nizza der Gastgeber. Gespielt wurde im Hafen zum Thema Internationaler Karneval. Città di Castello aus Italien führte nach der 7. Runde noch mit 9 Punkten vor der Deutschen und Schweizer Mannschaft, konnte aber vom Zwischenspiel (Fil Rouge) und letzten Spiel nur 3 Punkte holen. Immerhin konnten sie den 1. Platz behalten, mussten ihn aber mit Rodenkirchen teilen. Thônex aus der Schweiz war 1 Punkt dahinter. Der deutsche Vertreter Rodenkirchen hatte sich am 6. Mai 1972 gegen Wiehl mit 13:12 durchgesetzt. Dieses Spiel war äußerst eng. Erst im Tie-Break (Seilziehen) konnte Rodenkirchen den Sieg feiern. Rodenkirchen war eines von drei Teams, die bei der deutschen Ausscheidung trotz verlorenem Joker noch gewonnen hat. Die anderen waren Straubing (1967) und Lauingen (1969). |
| 7     | F    | Nizza             | 19     | Am 19. Juli 1972 war Nizza der Gastgeber. Gespielt wurde im Hafen zum Thema Internationaler Karneval. Città di Castello aus Italien führte nach der 7. Runde noch mit 9 Punkten vor der Deutschen und Schweizer Mannschaft, konnte aber vom Zwischenspiel (Fil Rouge) und letzten Spiel nur 3 Punkte holen. Immerhin konnten sie den 1. Platz behalten, mussten ihn aber mit Rodenkirchen teilen. Thônex aus der Schweiz war 1 Punkt dahinter. Der deutsche Vertreter Rodenkirchen hatte sich am 6. Mai 1972 gegen Wiehl mit 13:12 durchgesetzt. Dieses Spiel war äußerst eng. Erst im Tie-Break (Seilziehen) konnte Rodenkirchen den Sieg feiern. Rodenkirchen war eines von drei Teams, die bei der deutschen Ausscheidung trotz verlorenem Joker noch gewonnen hat. Die anderen waren Straubing (1967) und Lauingen (1969). |

## 6. RundeSheffield, Großbritannien
| Platz | Land | Stadt               | Punkte | Bemerkung |
| ----- | ---- | ------------------- | ------ | --- |
| 1     | D    | Bad Münstereifel    | 43     | Am 2. August 1972 fand in Sheffield die 6. Runde, zum Thema "Mittelalterliche Burg", statt. Bad Münstereifel konnte die englische Mannschaft im letzten Spiel noch überholen und mit 3 Punkten Vorsprung gewinnen. Es war der vierte Sieg einer deutschen Mannschaft. Die Italiener wurden in 5 Spielen Letzter. Bad Münstereifel konnte am 13. Mai 1972 den deutschen Qualifikations-Wettbewerb gegen Oer-Erkenschwick mit 17:7 klar für sich entscheiden. Bad Münstereifel lag im ganzen Spiel bis zum Schluss immer in Führung. |
| 2     | GB   | Congleton           | 40     | Am 2. August 1972 fand in Sheffield die 6. Runde, zum Thema "Mittelalterliche Burg", statt. Bad Münstereifel konnte die englische Mannschaft im letzten Spiel noch überholen und mit 3 Punkten Vorsprung gewinnen. Es war der vierte Sieg einer deutschen Mannschaft. Die Italiener wurden in 5 Spielen Letzter. Bad Münstereifel konnte am 13. Mai 1972 den deutschen Qualifikations-Wettbewerb gegen Oer-Erkenschwick mit 17:7 klar für sich entscheiden. Bad Münstereifel lag im ganzen Spiel bis zum Schluss immer in Führung. |
| 3     | NL   | Lisse               | 36     | Am 2. August 1972 fand in Sheffield die 6. Runde, zum Thema "Mittelalterliche Burg", statt. Bad Münstereifel konnte die englische Mannschaft im letzten Spiel noch überholen und mit 3 Punkten Vorsprung gewinnen. Es war der vierte Sieg einer deutschen Mannschaft. Die Italiener wurden in 5 Spielen Letzter. Bad Münstereifel konnte am 13. Mai 1972 den deutschen Qualifikations-Wettbewerb gegen Oer-Erkenschwick mit 17:7 klar für sich entscheiden. Bad Münstereifel lag im ganzen Spiel bis zum Schluss immer in Führung. |
| 4     | CH   | Küsnacht            | 33     | Am 2. August 1972 fand in Sheffield die 6. Runde, zum Thema "Mittelalterliche Burg", statt. Bad Münstereifel konnte die englische Mannschaft im letzten Spiel noch überholen und mit 3 Punkten Vorsprung gewinnen. Es war der vierte Sieg einer deutschen Mannschaft. Die Italiener wurden in 5 Spielen Letzter. Bad Münstereifel konnte am 13. Mai 1972 den deutschen Qualifikations-Wettbewerb gegen Oer-Erkenschwick mit 17:7 klar für sich entscheiden. Bad Münstereifel lag im ganzen Spiel bis zum Schluss immer in Führung. |
| 5     | B    | Woluwe-Saint-Pierre | 29     | Am 2. August 1972 fand in Sheffield die 6. Runde, zum Thema "Mittelalterliche Burg", statt. Bad Münstereifel konnte die englische Mannschaft im letzten Spiel noch überholen und mit 3 Punkten Vorsprung gewinnen. Es war der vierte Sieg einer deutschen Mannschaft. Die Italiener wurden in 5 Spielen Letzter. Bad Münstereifel konnte am 13. Mai 1972 den deutschen Qualifikations-Wettbewerb gegen Oer-Erkenschwick mit 17:7 klar für sich entscheiden. Bad Münstereifel lag im ganzen Spiel bis zum Schluss immer in Führung. |
| 6     | F    | Gap                 | 28     | Am 2. August 1972 fand in Sheffield die 6. Runde, zum Thema "Mittelalterliche Burg", statt. Bad Münstereifel konnte die englische Mannschaft im letzten Spiel noch überholen und mit 3 Punkten Vorsprung gewinnen. Es war der vierte Sieg einer deutschen Mannschaft. Die Italiener wurden in 5 Spielen Letzter. Bad Münstereifel konnte am 13. Mai 1972 den deutschen Qualifikations-Wettbewerb gegen Oer-Erkenschwick mit 17:7 klar für sich entscheiden. Bad Münstereifel lag im ganzen Spiel bis zum Schluss immer in Führung. |
| 7     | I    | Pontedera           | 19     | Am 2. August 1972 fand in Sheffield die 6. Runde, zum Thema "Mittelalterliche Burg", statt. Bad Münstereifel konnte die englische Mannschaft im letzten Spiel noch überholen und mit 3 Punkten Vorsprung gewinnen. Es war der vierte Sieg einer deutschen Mannschaft. Die Italiener wurden in 5 Spielen Letzter. Bad Münstereifel konnte am 13. Mai 1972 den deutschen Qualifikations-Wettbewerb gegen Oer-Erkenschwick mit 17:7 klar für sich entscheiden. Bad Münstereifel lag im ganzen Spiel bis zum Schluss immer in Führung. |

## 7. RundeDelft, Niederlande
| Platz | Land | Stadt      | Punkte | Bemerkung |
| ----- | ---- | ---------- | ------ | --- |
| 1     | GB   | Luton      | 43     | Am 16. August 1972 fand die letzte Runde vor dem Finale in Delft statt. Gespielt wurde auf dem Alten Markt zum Thema "Niederlande". Das britische Team aus Luton konnte diese Runde klar vor der deutschen Mannschaft gewinnen. Ahrensburg hat in ihrem Jokerspiel nur den letzten Platz belegt und damit nur 2 Punkte geholt, was schlussendlich den Sieg gekostet hat. Ahrensburg konnte sich am 20. Mai 1972 beim deutschen Qualifikations-Wettbewerb gegen Biedenkopf in einem spannenden Wettkampf mit 13:11 durchsetzen. Das Spiel wurde erst im letzten Durchgang entschieden. |
| 2     | D    | Ahrensburg | 36     | Am 16. August 1972 fand die letzte Runde vor dem Finale in Delft statt. Gespielt wurde auf dem Alten Markt zum Thema "Niederlande". Das britische Team aus Luton konnte diese Runde klar vor der deutschen Mannschaft gewinnen. Ahrensburg hat in ihrem Jokerspiel nur den letzten Platz belegt und damit nur 2 Punkte geholt, was schlussendlich den Sieg gekostet hat. Ahrensburg konnte sich am 20. Mai 1972 beim deutschen Qualifikations-Wettbewerb gegen Biedenkopf in einem spannenden Wettkampf mit 13:11 durchsetzen. Das Spiel wurde erst im letzten Durchgang entschieden. |
| 3     | NL   | Bladel     | 35     | Am 16. August 1972 fand die letzte Runde vor dem Finale in Delft statt. Gespielt wurde auf dem Alten Markt zum Thema "Niederlande". Das britische Team aus Luton konnte diese Runde klar vor der deutschen Mannschaft gewinnen. Ahrensburg hat in ihrem Jokerspiel nur den letzten Platz belegt und damit nur 2 Punkte geholt, was schlussendlich den Sieg gekostet hat. Ahrensburg konnte sich am 20. Mai 1972 beim deutschen Qualifikations-Wettbewerb gegen Biedenkopf in einem spannenden Wettkampf mit 13:11 durchsetzen. Das Spiel wurde erst im letzten Durchgang entschieden. |
| 4     | B    | Leuven     | 34     | Am 16. August 1972 fand die letzte Runde vor dem Finale in Delft statt. Gespielt wurde auf dem Alten Markt zum Thema "Niederlande". Das britische Team aus Luton konnte diese Runde klar vor der deutschen Mannschaft gewinnen. Ahrensburg hat in ihrem Jokerspiel nur den letzten Platz belegt und damit nur 2 Punkte geholt, was schlussendlich den Sieg gekostet hat. Ahrensburg konnte sich am 20. Mai 1972 beim deutschen Qualifikations-Wettbewerb gegen Biedenkopf in einem spannenden Wettkampf mit 13:11 durchsetzen. Das Spiel wurde erst im letzten Durchgang entschieden. |
| 5     | I    | Sermoneta  | 33     | Am 16. August 1972 fand die letzte Runde vor dem Finale in Delft statt. Gespielt wurde auf dem Alten Markt zum Thema "Niederlande". Das britische Team aus Luton konnte diese Runde klar vor der deutschen Mannschaft gewinnen. Ahrensburg hat in ihrem Jokerspiel nur den letzten Platz belegt und damit nur 2 Punkte geholt, was schlussendlich den Sieg gekostet hat. Ahrensburg konnte sich am 20. Mai 1972 beim deutschen Qualifikations-Wettbewerb gegen Biedenkopf in einem spannenden Wettkampf mit 13:11 durchsetzen. Das Spiel wurde erst im letzten Durchgang entschieden. |
| 6     | CH   | Giubiasco  | 31     | Am 16. August 1972 fand die letzte Runde vor dem Finale in Delft statt. Gespielt wurde auf dem Alten Markt zum Thema "Niederlande". Das britische Team aus Luton konnte diese Runde klar vor der deutschen Mannschaft gewinnen. Ahrensburg hat in ihrem Jokerspiel nur den letzten Platz belegt und damit nur 2 Punkte geholt, was schlussendlich den Sieg gekostet hat. Ahrensburg konnte sich am 20. Mai 1972 beim deutschen Qualifikations-Wettbewerb gegen Biedenkopf in einem spannenden Wettkampf mit 13:11 durchsetzen. Das Spiel wurde erst im letzten Durchgang entschieden. |
| 7     | F    | Saintes    | 24     | Am 16. August 1972 fand die letzte Runde vor dem Finale in Delft statt. Gespielt wurde auf dem Alten Markt zum Thema "Niederlande". Das britische Team aus Luton konnte diese Runde klar vor der deutschen Mannschaft gewinnen. Ahrensburg hat in ihrem Jokerspiel nur den letzten Platz belegt und damit nur 2 Punkte geholt, was schlussendlich den Sieg gekostet hat. Ahrensburg konnte sich am 20. Mai 1972 beim deutschen Qualifikations-Wettbewerb gegen Biedenkopf in einem spannenden Wettkampf mit 13:11 durchsetzen. Das Spiel wurde erst im letzten Durchgang entschieden. |

## Finale
Das Finale fand in Lausanne, Schweiz, statt. Folgende Mannschaften haben sich für das Finale qualifiziert:
| Land | Stadt             | Platzierung | Punkte |
| ---- | ----------------- | ----------- | ------ |
| GB   | Salisbury         | 1           | 48     |
| D    | Westerland        | 1           | 47     |
| NL   | Venray            | 1           | 44     |
| I    | Città di Castello | 1           | 40     |
| CH   | La Chaux-de-Fonds | 2           | 44     |
| B    | Leuven            | 4           | 34     |
| F    | Anglet            | 4           | 28     |

| Platz | Land | Stadt             | Punkte | Bemerkung |
| ----- | ---- | ----------------- | ------ | --- |
| 1     | CH   | La Chaux-de-Fonds | 42     | Am 13. September 1972 fand das Finale in Lausanne statt. Das Thema waren "Historische Erkundungen". In einem spannenden Wettkampf konnte das erste Mal eine Schweizer Mannschaft das Finale gewinnen. Die Holländer und Italiener verspielten ihre Führung in den letzten Runden. La Chaux-de-Fonds holte in den letzten drei Runden 18 Punkte und war das erste Team, das nicht siegreich war in der Qualifikationsrunde, sondern einen 2. Platz erreichte. Alle vorherigen Finalsieger hatten sich mit einem ersten Platz qualifiziert. Westerland hat in ihrem Jokerspiel nur den zweitletzten Platz belegt und so wichtige Punkte für ein besseres Abschneiden verspielt. Durch die gemeinsame Zweitplatzierte und Viertplatzierte wurden 5 Trophäen verteilt. Einzig Deutschland und Belgien gingen leer aus. |
| 2     | I    | Città di Castello | 38     | Am 13. September 1972 fand das Finale in Lausanne statt. Das Thema waren "Historische Erkundungen". In einem spannenden Wettkampf konnte das erste Mal eine Schweizer Mannschaft das Finale gewinnen. Die Holländer und Italiener verspielten ihre Führung in den letzten Runden. La Chaux-de-Fonds holte in den letzten drei Runden 18 Punkte und war das erste Team, das nicht siegreich war in der Qualifikationsrunde, sondern einen 2. Platz erreichte. Alle vorherigen Finalsieger hatten sich mit einem ersten Platz qualifiziert. Westerland hat in ihrem Jokerspiel nur den zweitletzten Platz belegt und so wichtige Punkte für ein besseres Abschneiden verspielt. Durch die gemeinsame Zweitplatzierte und Viertplatzierte wurden 5 Trophäen verteilt. Einzig Deutschland und Belgien gingen leer aus. |
|       | NL   | Venray            | 38     | Am 13. September 1972 fand das Finale in Lausanne statt. Das Thema waren "Historische Erkundungen". In einem spannenden Wettkampf konnte das erste Mal eine Schweizer Mannschaft das Finale gewinnen. Die Holländer und Italiener verspielten ihre Führung in den letzten Runden. La Chaux-de-Fonds holte in den letzten drei Runden 18 Punkte und war das erste Team, das nicht siegreich war in der Qualifikationsrunde, sondern einen 2. Platz erreichte. Alle vorherigen Finalsieger hatten sich mit einem ersten Platz qualifiziert. Westerland hat in ihrem Jokerspiel nur den zweitletzten Platz belegt und so wichtige Punkte für ein besseres Abschneiden verspielt. Durch die gemeinsame Zweitplatzierte und Viertplatzierte wurden 5 Trophäen verteilt. Einzig Deutschland und Belgien gingen leer aus. |
| 4     | F    | Anglet            | 36     | Am 13. September 1972 fand das Finale in Lausanne statt. Das Thema waren "Historische Erkundungen". In einem spannenden Wettkampf konnte das erste Mal eine Schweizer Mannschaft das Finale gewinnen. Die Holländer und Italiener verspielten ihre Führung in den letzten Runden. La Chaux-de-Fonds holte in den letzten drei Runden 18 Punkte und war das erste Team, das nicht siegreich war in der Qualifikationsrunde, sondern einen 2. Platz erreichte. Alle vorherigen Finalsieger hatten sich mit einem ersten Platz qualifiziert. Westerland hat in ihrem Jokerspiel nur den zweitletzten Platz belegt und so wichtige Punkte für ein besseres Abschneiden verspielt. Durch die gemeinsame Zweitplatzierte und Viertplatzierte wurden 5 Trophäen verteilt. Einzig Deutschland und Belgien gingen leer aus. |
|       | GB   | Salisbury         | 36     | Am 13. September 1972 fand das Finale in Lausanne statt. Das Thema waren "Historische Erkundungen". In einem spannenden Wettkampf konnte das erste Mal eine Schweizer Mannschaft das Finale gewinnen. Die Holländer und Italiener verspielten ihre Führung in den letzten Runden. La Chaux-de-Fonds holte in den letzten drei Runden 18 Punkte und war das erste Team, das nicht siegreich war in der Qualifikationsrunde, sondern einen 2. Platz erreichte. Alle vorherigen Finalsieger hatten sich mit einem ersten Platz qualifiziert. Westerland hat in ihrem Jokerspiel nur den zweitletzten Platz belegt und so wichtige Punkte für ein besseres Abschneiden verspielt. Durch die gemeinsame Zweitplatzierte und Viertplatzierte wurden 5 Trophäen verteilt. Einzig Deutschland und Belgien gingen leer aus. |
| 6     | D    | Westerland        | 35     | Am 13. September 1972 fand das Finale in Lausanne statt. Das Thema waren "Historische Erkundungen". In einem spannenden Wettkampf konnte das erste Mal eine Schweizer Mannschaft das Finale gewinnen. Die Holländer und Italiener verspielten ihre Führung in den letzten Runden. La Chaux-de-Fonds holte in den letzten drei Runden 18 Punkte und war das erste Team, das nicht siegreich war in der Qualifikationsrunde, sondern einen 2. Platz erreichte. Alle vorherigen Finalsieger hatten sich mit einem ersten Platz qualifiziert. Westerland hat in ihrem Jokerspiel nur den zweitletzten Platz belegt und so wichtige Punkte für ein besseres Abschneiden verspielt. Durch die gemeinsame Zweitplatzierte und Viertplatzierte wurden 5 Trophäen verteilt. Einzig Deutschland und Belgien gingen leer aus. |
| 7     | B    | Leuven            | 25     | Am 13. September 1972 fand das Finale in Lausanne statt. Das Thema waren "Historische Erkundungen". In einem spannenden Wettkampf konnte das erste Mal eine Schweizer Mannschaft das Finale gewinnen. Die Holländer und Italiener verspielten ihre Führung in den letzten Runden. La Chaux-de-Fonds holte in den letzten drei Runden 18 Punkte und war das erste Team, das nicht siegreich war in der Qualifikationsrunde, sondern einen 2. Platz erreichte. Alle vorherigen Finalsieger hatten sich mit einem ersten Platz qualifiziert. Westerland hat in ihrem Jokerspiel nur den zweitletzten Platz belegt und so wichtige Punkte für ein besseres Abschneiden verspielt. Durch die gemeinsame Zweitplatzierte und Viertplatzierte wurden 5 Trophäen verteilt. Einzig Deutschland und Belgien gingen leer aus. |

Im gesamten Jahr 1972 holten die deutschen Mannschaften die meisten Punkte und die meisten Siege. In allen Vorrunden waren sie unter den ersten drei. Im Finale landeten die Deutschen auf dem zweitletzten Platz. Die Schweizer Mannschaften spielten eine starke Saison und krönten ihn mit dem Sieg im Finale. Für Belgien und Frankreich reichte es zu keinem Podestplatz.
| # | Land                   | Gold | Silber | Bronze | Gesamtpunktzahl |
| - | ---------------------- | ---- | ------ | ------ | --------------- |
| 1 | Deutschland            | 4    | 1      | 2      | 318             |
| 2 | Schweiz                | 1    | 2      | 2      | 293             |
| 3 | Vereinigtes Königreich | 2    | 1      | 0      | 291             |
| 4 | Niederlande            | 1    | 1      | 3      | 282             |
| 5 | Italien                | 1    | 3      | 0      | 259             |
| 6 | Belgien                | 0    | 0      | 0      | 219             |
| 7 | Frankreich             | 0    | 0      | 0      | 205             |